# Urodasys roscoffensis
Urodasys roscoffensis är en djurart som tillhör fylumet bukhårsdjur, och som beskrevs av Kisielewski 1987. Urodasys roscoffensis ingår i släktet Urodasys och familjen Macrodasyidae. Inga underarter finns listade i Catalogue of Life.